# Erlend Bjøntegaard
Erlend Øvereng Bjøntegaard (* 30. Juli 1990 in Kongsberg) ist ein ehemaliger norwegischer Biathlet. Er debütierte 2012 im Weltcup und gewann dort bis 2020 mehrere Rennen mit der Staffel. Zwischen 2021 und 2023 holte er insgesamt sechs Europameistertitel. Im März 2023 beendete er seine aktive Laufbahn.

## Werdegang

### Erfolge im Nachwuchsbereich und Weltcupdebüt (bis 2012)
Erlend Bjøntegaards Vater ist der Biathlet und mehrmalige norwegische Staffelmeister Sigvart Bjøntegaard, der seinen Sohn an den Sport heranführte und für ihn auch im weiteren Verlauf seiner Karriere eine wichtige Bezugsperson war. Bjøntegaard trat dem IL Bevern bei, für den er bei nationalen und internationalen Wettkämpfen startet. Von 2008 bis 2011 nahm er an vier aufeinanderfolgenden Nachwuchsweltmeisterschaften teil und wurde dabei bereits bei seinem ersten WM-Start Vizeweltmeister im Staffelrennen der Jugend. In dieser Altersklasse gewann er 2009 in Canmore die Silbermedaille im Sprintrennen hinter Kurtis Wenzel und den Titel in der anschließenden Verfolgung mit 25,1 Sekunden Vorsprung auf den Franzosen Ludwig Ehrhart. Bei den Titelkämpfen der Junioren 2011 in Nové Město na Moravě erreichte Bjøntegaard im Sprint und im Einzelrennen über 15 Kilometer jeweils den sechsten Platz sowie Rang vier in der Verfolgung. Mit Erling Ålvik, Kristoffer Langøien Skljelvik und Vetle Sjåstad Christiansen gewann er im gleichen Jahr Bronze im Staffelrennen.
Seit November 2010 erhielt Bjøntegaard sporadische Einsätze im IBU-Cup und entschied in der zweithöchsten internationalen Biathlon-Rennserie im März 2012 beim Saisonfinale in Altenberg mit dem Sprint erstmals ein Rennen für sich, wobei er Alexander Loginow um 1,4 Sekunden schlug. Zum Auftakt des Winters 2012/13 gab Bjøntegaard sein Debüt im Biathlon-Weltcup. Im ersten Rennen der Saison, der Mixed-Staffel im schwedischen Östersund, belegte er gemeinsam mit Tora Berger, Synnøve Solemdal und Emil Hegle Svendsen den zweiten Platz hinter dem russischen Quartett. Im Einzelrennen von Östersund, seinem ersten Individualrennen im Weltcup, wurde Bjøntegaard Siebter und kam auch in den beiden folgenden Wettkämpfen (als 13. des Sprints und 32. der Verfolgung) in die Punkteränge der besten 40.

### Verzögerter Aufstieg in den norwegischen A-Kader und Olympiadebüt (2012 bis 2018)

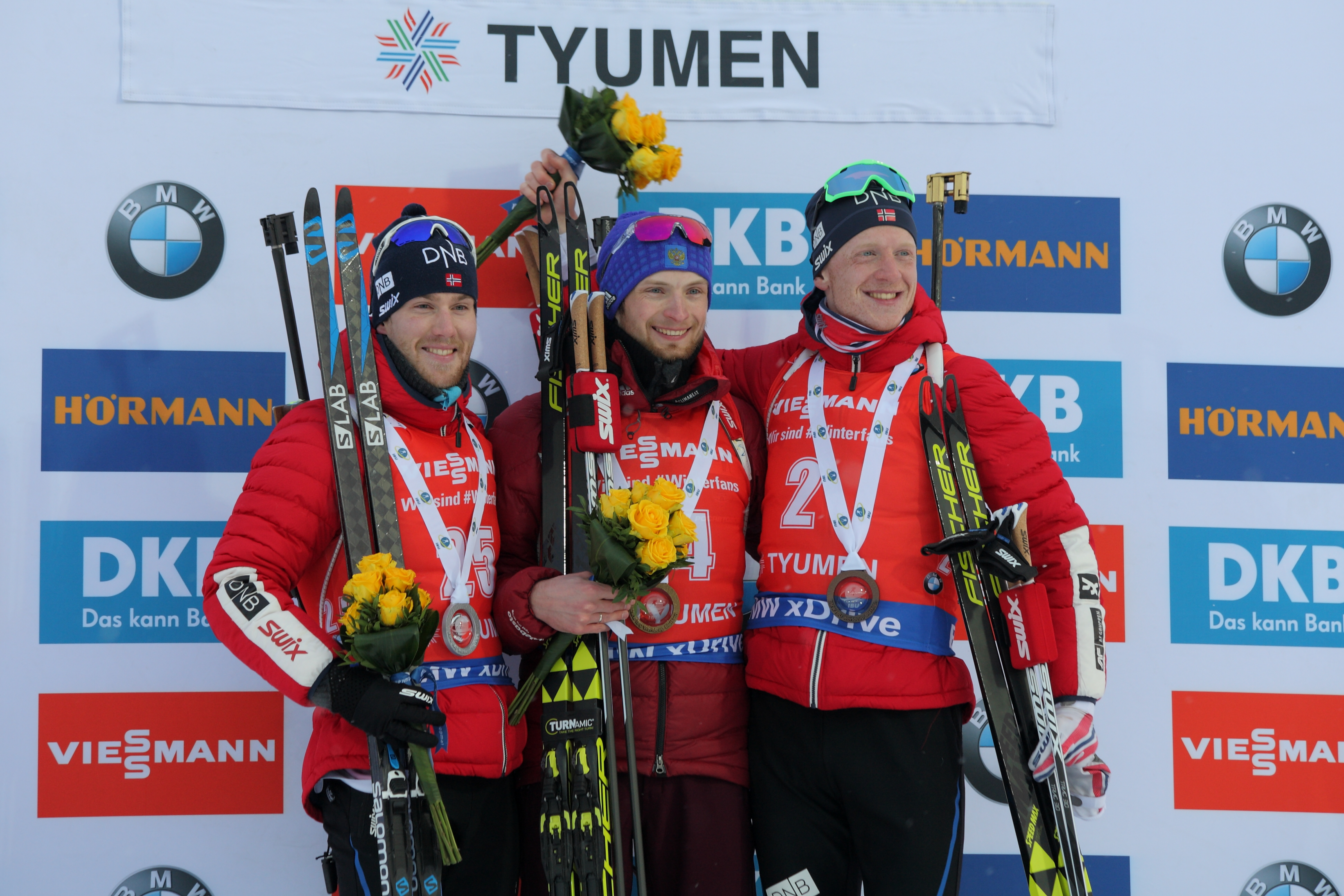
Bjøntegaard (l.) neben Maxim Zwetkow und Johannes Thingnes Bø auf dem Weltcuppodest von Tjumen (März 2018)

Bjøntegaard etablierte sich in den Jahren nach 2012 zunächst nicht dauerhaft in der internationalen Spitze. Insbesondere gelang es ihm über mehrere Jahre nicht, innerhalb des starken norwegischen Teams die Lücke zu den erfolgreichsten Biathleten – Emil Hegle Svendsen, Ole Einar Bjørndalen sowie den Brüdern Tarjei und Johannes Thingnes Bø – zu schließen. Diese vier Sportler bildeten ab 2014 den Kern der Nationalmannschaft, die nahezu durchgehend den ersten Rang in der Nationenwertung des Weltcups einnahm. Bjøntegaard konkurrierte mit weiteren Athleten (in erster Linie mit Lars Helge Birkeland und Henrik L’Abée-Lund) um die zwei verbliebenen Startplätze des Landes in der höchsten Wettkampfserie und pendelte somit zwischen der ersten und der zweiten Mannschaft. Im niederklassigen IBU-Cup siegte Bjøntegaard bei drei weiteren Wettkämpfen, im Weltcup war sein zunächst bestes Einzelergebnis ein fünfter Platz, den er im Februar 2016 in der Verfolgung von Presque Isle erreichte. Zudem wurde er unregelmäßig in der norwegischen Staffel eingesetzt und gewann an der Seite von Bjørndalen, Johannes Thingnes Bø und Svendsen im Januar 2015 in Ruhpolding sein erstes Weltcuprennen. In der Gesamtwertung des Weltcups belegte Bjøntegaard von 2012/13 bis 2016/17 durchweg Platzierungen zwischen dem 40. und dem 63. Rang.
Gegenüber der norwegischen Zeitung Aftenposten sagte Bjøntegaard im November 2017, um seine Leistungen zu verbessern, habe er „Eifersucht und Neid“ (im Original: „sjalusi og misunnelse“) auf die erfolgreicheren Mannschaftskollegen – mit denen er seit dem Frühjahr 2016 gemeinsam im siebenköpfigen Elitekader trainierte – als Motivation genutzt. Insbesondere am Schießstand steigerte er sich und erhöhte in der Saison 2017/18 seine Trefferquote aus dem Vorwinter von 76 % auf 85 %. Beim Massenstart von Antholz stand Bjøntegaard im Januar 2018 als Dritter zum ersten Mal auf dem Podium eines Einzelweltcuprennens, wobei er wenige Sekunden Rückstand auf die erst- und zweitplatzierten Martin Fourcade und Tarjei Bø hatte, die wie er zwei Fehler geschossen hatten. Bjøntegaards bis dahin bestes Weltcupergebnis überzeugte den Nationaltrainer Egil Kristiansen, den 27-Jährigen in das norwegische Olympiaaufgebot für die Winterspiele von Pyeongchang aufzunehmen, wo er den achtfachen Olympiasieger Ole Einar Bjørndalen ersetzte. Im olympischen Sprintrennen lief Bjøntegaard mit der zweitschnellsten Laufzeit aller Athleten auf den fünften Rang, nachdem er beim zweiten Schießen zwei Scheiben verfehlt hatte. Er war damit der bestplatzierte Norweger und verpasste die Zeit des fehlerfrei gebliebenen Olympiasiegers Arnd Peiffer um 17,4 Sekunden. Auch in der Verfolgung sowie im Massenstart von Pyeongchang platzierte sich Bjøntegaard als Neunter beziehungsweise Siebter unter den ersten Zehn. Er beendete die Saison mit einem zweiten Platz im Massenstart beim Weltcupfinale in Tjumen auf dem 26. Rang im Gesamtklassement der Rennserie.

### Etablierung in der internationalen Spitze und Rückstufung aus dem Nationalkader (seit 2018)

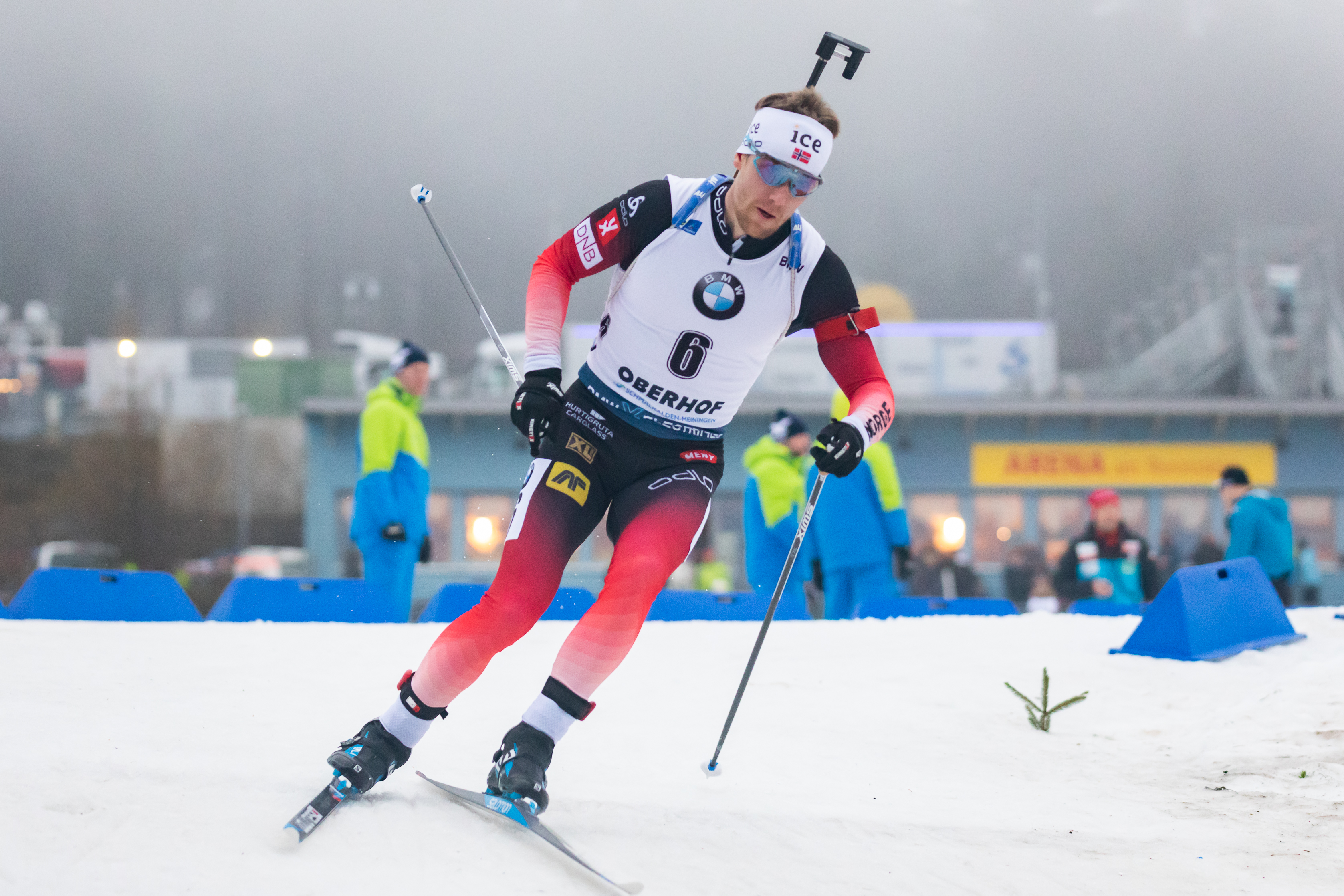
Bjøntegaard beim Weltcup in Oberhof im Januar 2020

In den Wintern 2018/19 und 2019/20 erreichte Bjøntegaard den 16. beziehungsweise den 12. Rang in der Weltcupgesamtwertung und beendete 2019/20 jeden der achtzehn Wettkämpfe, zu dem er antrat, in den Punkterängen der besten vierzig Sportler, acht davon unter den ersten zehn. Mit Laufzeiten, die 3,3 % unter dem Durchschnitt des Feldes lagen, zählte er in dieser Saison zu den acht schnellsten Athleten im Weltcup. Im norwegischen Team nahm Bjøntegaard damit den vierten Platz ein, da sowohl die Brüder Bø als auch Johannes Dale noch weniger Zeit auf der Strecke benötigten. Allein im Winter 2019/20 gewann Bjøntegaard drei Weltcuprennen mit der Staffel, in der er bei seinen Einsätzen regelmäßig an zweiter Position lief. Sein bestes Ergebnis in einem Individualwettkampf stellte er im Januar 2019 ein, als er in Antholz nach einem fehlerfreien Sprint auf den zweiten Platz hinter Johannes Thingnes Bø lief.
Zu Beginn der Saison 2020/21 platzierte sich Bjøntegaard mehrmals unter den besten 20 im Weltcup, blieb aber insgesamt hinter den Ergebnissen seiner Mannschaftskollegen zurück. Er verpasste mehrere Weltcuprennen wegen einer Rückenverletzung und qualifizierte sich nicht für das norwegische WM-Team. Stattdessen wurde er in der zweiten Saisonhälfte im IBU-Cup eingesetzt, wo er mehrmals das Podest erreichte. Bei den Europameisterschaften 2021 gewann er zusammen mit Emilie Ågheim Kalkenberg, Åsne Skrede und Sivert Guttorm Bakken die Goldmedaille in der Mixed-Staffel und zudem hinter Andrejs Rastorgujevs Silber im 20-Kilometer-Einzelrennen. (Rastorgujevs wurde später wegen eines Verstoßes gegen Anti-Doping-Richtlinien disqualifiziert, sodass Bjøntegaard nachträglich zum Einzeleuropameister erklärt wurde).
Angesichts der gewachsenen Konkurrenz durch jüngere Biathleten wie Filip Fjeld Andersen und Sivert Guttorm Bakken erhielt Bjøntegaard im Winter 2021/22 nur wenige Einsätze im Weltcup. Obwohl er drei Siege im IBU-Cup feierte, die Gesamtwertung der zweithöchsten Biathlonwettkampfserie für sich entschied und zwei weitere Goldmedaillen bei den Europameisterschaften 2022 gewann (im Sprint und erneut in der Mixed-Staffel), fand er im Frühjahr 2022 bei den Planungen für die folgende Saison weder im norwegischen Elitekader noch in der B-Gruppe Berücksichtigung. Wegen seines IBU-Cup-Gesamtsieges erhielt Bjøntegaard persönliches Startrecht für den Weltcupauftakt 2022/23 in Kontiolahti, wo er im 20-Kilometer-Einzelrennen den zehnten Rang belegte. Bei den Europameisterschaften 2023 verteidigte er – ebenfalls mit persönlichem Startrecht – seine Titel im Sprint sowie in der Mixed-Staffel vom Vorjahr. Im März 2023 erklärte er im Alter von 32 Jahren seinen Rücktritt vom aktiven Sport.

### Erfolge auf nationaler Ebene
2018 wurde Bjøntegaard zum ersten Mal norwegischer Meister, als er im Massenstart Johannes Thingnes Bø um 5,6 Sekunden hinter sich ließ. Zuvor hatte er seit 2012 bereits mehrere Silber- und Bronzemedaillen auf nationaler Ebene gewonnen.

## Statistik

### Weltcupsiege
| Nr. | Datum             | Ort          | Disziplin |
| --- | ----------------- | ------------ | --------- |
| 1.  | 15. Januar 2015   | Ruhpolding   | Staffel 1 |
| 2.  | 13. Februar 2016  | Presque Isle | Staffel 2 |
| 3.  | 10. Dezember 2017 | Hochfilzen   | Staffel 3 |
| 4.  | 8. Februar 2019   | Canmore      | Staffel 4 |
| 5.  | 7. Dezember 2019  | Östersund    | Staffel 5 |
| 6.  | 15. Dezember 2019 | Hochfilzen   | Staffel 5 |
| 7.  | 11. Januar 2020   | Oberhof      | Staffel 6 |

### Biathlon-Weltcupplatzierungen
Die Tabelle zeigt alle Platzierungen (je nach Austragungsjahr einschließlich Olympische Spiele und Weltmeisterschaften).
- 1.–3. Platz: Anzahl der Podiumsplatzierungen
- Top 10: Anzahl der Platzierungen unter den ersten zehn (einschließlich Podium)
- Punkteränge: Anzahl der Platzierungen innerhalb der Punkteränge (einschließlich Podium und Top 10)
- Starts: Anzahl gelaufener Rennen in der jeweiligen Disziplin
- Staffel: inklusive Mixed- und Single-Mixed-Staffeln

| Platzierung                    | Einzel | Sprint | Verfolgung | Massenstart | Staffel | Gesamt |
| ------------------------------ | ------ | ------ | ---------- | ----------- | ------- | ------ |
| 1. Platz                       |        |        |            |             | 7       | 7      |
| 2. Platz                       |        | 1      |            | 1           | 3       | 5      |
| 3. Platz                       |        |        |            | 1           | 1       | 2      |
| Top 10                         | 4      | 9      | 6          | 8           | 17      | 44     |
| Punkteränge                    | 12     | 43     | 32         | 19          | 17      | 123    |
| Starts                         | 16     | 54     | 35         | 19          | 17      | 141    |
| Stand: nach der Saison 2022/23 |        |        |            |             |         |        |

### Olympische Winterspiele
Ergebnisse bei Olympischen Winterspielen:
|                                          | Einzelwettbewerbe | Einzelwettbewerbe | Einzelwettbewerbe | Einzelwettbewerbe | Staffelwettbewerbe | Staffelwettbewerbe |
| Sprint                                   | Verfolgung        | Einzel            | Massenstart       | Herrenstaffel     | Mixedstaffel       |                    |
| ---------------------------------------- | ----------------- | ----------------- | ----------------- | ----------------- | ------------------ | ------------------ |
| Olympische Winterspiele 2018 Pyeongchang | 5.                | 9.                | –                 | 7.                | –                  | –                  |

### Weltmeisterschaften
|                                    | Einzelwettbewerbe | Einzelwettbewerbe | Einzelwettbewerbe | Einzelwettbewerbe | Staffelwettbewerbe | Staffelwettbewerbe |
| Sprint                             | Verfolgung        | Einzel            | Massenstart       | Herrenstaffel     | Mixed-Staffel      |                    |
| ---------------------------------- | ----------------- | ----------------- | ----------------- | ----------------- | ------------------ | ------------------ |
| Weltmeisterschaften 2016 Oslo      | 69.               | –                 | –                 | –                 | –                  | –                  |
| Weltmeisterschaften 2019 Östersund | 7.                | 15.               | 64.               | 22.               | –                  | –                  |
| Weltmeisterschaften 2020 Antholz   | 35.               | 15.               | –                 | –                 | –                  | –                  |